# Telchinia toruna
Telchinia toruna is een vlinder uit de familie van de Nymphalidae. De wetenschappelijke naam van de soort is voor het eerst voorgesteld door Henley Grose-Smith in een publicatie uit 1900.

## Verspreiding
De soort komt voor in de bossen van Congo-Kinshasa (Noord-Kivu, Zuid-Kivu), Zuidwest-Oeganda, Rwanda, Burundi en Noordwest-Tanzania. 

## Waardplanten
De rups leeft op Scepocarpus hypselodendron (Hochst. ex A.Rich.) T.Wells & A.K.Monro (Urticaceae).